# Aerodină
Aerodina este un vehicul aerian „mai greu decât aerul” (de fapt, mai greu decât volumul aerului dislocat), care se menține în atmosferă datorită mișcării lui de înaintare, fiind necesare mijloace proprii pentru asigurarea zborului mecanic. Aerodinele desemnează toate mașinile aeriene capabile de zbor, dar care nu sunt aerostate (care nu se bazează pe principiul plutirii corpurilor).

## Clasificare
Aerodinele se împart în trei categorii: 
- ornitoptere (au aripi batante)
- elicoptere (au aripă rotativă)
  - girodine (au aripă rotativă acționată de motor și elice de propulsie)
  - autogire (au aripă rotativă cu rotație liberă și elice de propulsie)

- aeroplane (au aripă fixă), categorie subîmpărțită în:
  - avioane (au aripă fixă și motor) (Monoplan, Biplan)
  - planoare (au aripă fixă, dar nu au motor)

Un tip intermediar sunt convertiplanele, care au atât aripă fixă, cât și cea rotativă.